# Tatarbunary
Tatarbunary (ukrajinsky Татарбунари, rusky Татарбунары, rumunsky Tatarbunar nebo Tatarești, turecky Tatarpınarı) jsou město v Oděské oblasti na Ukrajině. K roku 2004 v nich žilo přes deset tisíc obyvatel.

## Poloha
Tatarbunary leží v historické oblasti Budžaku přibližně kilometr severozápadně od ústí Kohylnyku do Sasyku. Jsou vzdáleny přibližně třicet kilometrů severně od delty Dunaje a přibližně sto kilometrů jihozápadně od Oděsy.

## Dějiny
Tatarbunary byly zřejmě založeny v 16. století, kdy byla oblast součástí Moldavského knížectví, které bylo vazalským státem Osmanské říše. Jejich jméno je tureckého původu a znamená přibližně tatarské prameny. Od roku 1812 jej i s celou Besarábií ovládalo ruské impérium. V období mezi světovými válkami oblast patřila k Rumunskému království. V září 1924 zde vypuklo tatarbunarské povstání, které vedl agent Kominterny Andrej Kljušnikov a vyhlásil zde sovětskou republiku. Důvodem povstání byla neutěšená sociální situace místních rolníků i snaha Sovětského svazu o připojení národnostně smíšeného regionu Besarábie. Rumunská armáda obsadila Tatarbunary po třech dnech bojů, které si vyžádaly okolo tří tisíc obětí na životech. 
V důsledku Ribbentropova–Molotovova paktu získal od Rumunska oblast krátce Sovětský svaz, ale vzápětí ji v rámci operace Barbarossa obsadilo znovu Rumunsko. Po konci druhé světové války se Tatarbunary staly součástí Ukrajinské SSR a následně v roce 1991 součástí samostatné Ukrajiny.
Status města získaly Tatarbunary v roce 1978.